# Theridion dedux
Theridion dedux là một loài nhện trong họ Theridiidae.
Loài này thuộc chi Theridion. Theridion dedux được Octavius Pickard-Cambridge miêu tả năm 1904.